# Bandeira de Mianmar
A nova bandeira de Mianmar foi adotada em 21 de outubro de 2010, em substituição da antiga bandeira socialista do país (que também mudou seu hino nacional e seu nome oficial para República da União de Mianmar) apresentados em uma nova Constituição, antes das eleições gerais de novembro de 2010, a bandeira irá simbolizar à transição do país de um regime militar para uma democracia civil eletiva.

## Descrição
A bandeira consiste em um tricolor horizontal com uma estrela branca atravessada no centro. As cores consistem em amarelo, verde e vermelho, nesta ordem, de cima para baixo. A estrela branca vai do centro da bandeira até a metade das faixas das pontas.

## 1974–2010
A antiga bandeira do país permaneceu entre 3 de janeiro de 1974 e 21 de outubro de 2010.
- Vermelho: representava a coragem.
- Branco simbolizava a pureza.
- Azul: significava a paz e a integridade.

As catorze estrelas representavam as divisões administrativas de Mianmar, a roda dentada e o ramo de a
arroz representavam respectivamente os operários e os agricultores birmaneses. Sua bandeira relembra a de Taiwan, com o fundo vermelho e azul com um símbolo branco.

## A nova bandeira (2010—)

Bandeira proposta em 2006

Foi proposta em setembro de 2007, inclusa na nova Constituição e aceita em referendo realizado em 2008. Até então não havia sido anunciada data para a introdução da nova bandeira. e os oficiais foram orientados a baixar a antiga bandeira em favor da nova, pouco tempo antes de 3 horas, hora local, em 21 de outubro de 2010. Ordens foram entregues para garantir todas as bandeiras antigas fossem queimadas.  A adoção da nova bandeira foi anunciada pela mídia estatal pouco antes da mudança.
O desenho da bandeira possui três listras horizontais, as quais simbolizam:
- Amarelo: defende a paz;
- Verde: para a solidariedade e a tranquilidade;
- Vermelho: simbolizando a coragem e a determinação.

## Bandeiras históricas do país

Bandeira do Império Birmanês sob o poder da dinastia Konbaung (1700–1885)
Bandeira da Birmânia Britânica sob tutela da Índia britânica (1824–1939)
Bandeira da Birmânia Britânica como colônia separada (1939–1943, 1945–1948)
Bandeira do Estado da Birmânia (1943–1945)
Bandeira da União da Birmânia (1948–1974)
Bandeira da República Socialista da União da Birmânia (1974–1988) e da União de Mianmar (1988–2010)
Bandeira da República da União de Mianmar (2010—)